# Ippolito Rosellini

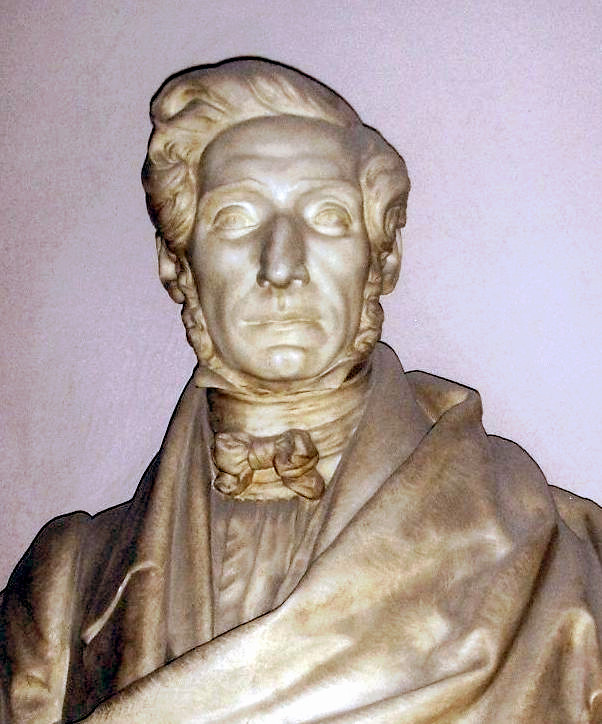
Ippolito Rosellini

Ippolito Rosellini, vollständig Niccolò Francesco Ippolito Baldessare Rosellini, (* 13. August 1800 in Pisa; † 4. Juni 1843 ebenda) war ein italienischer Ägyptologe, der als Gründer der italienischen Ägyptologie gilt.

## Leben
Rosellini studierte zunächst 1817 bis 1821 Hebräisch an der Universität Bologna, von 1821 bis 1824 dann orientalische Sprachen bei Giuseppe Mezzofanti in Bologna. 1824 wurde er Professor für orientalische Sprachen an der Universität Pisa. Er wurde zum Unterstützer von Jean-François Champollion bei dessen Entzifferung der Hieroglyphen. Seit Herbst 1825 bot er erste Seminare auf dem Gebiet der Ägyptologie an. 1828/29 nahm er an der französisch-toskanischen Ägypten-Expedition unter Leitung von Champollion teil.
1834 wurde er korrespondierendes Mitglied der Königlich-Preußischen Akademie der Wissenschaften, 1841 Ehrenmitglied des Instituto di corrispondenza archeologica.
1827 heiratete er in Paris Zenobia Cherubini, die Tochter des Komponisten Luigi Cherubini. Nach dem frühen Tod von Ippolito Rosellini heiratete diese 1846 seinen jüngeren Bruder, den Mathematiker und Lehrer Ferdinando Pio Rosellini.

## Schriften
- I monumenti dell'Egitto e della Nubia: disegnati dalla spedizione scientifico-letteraria toscana in Egitto. Pisa 1832–1844 (Digitalisat).
- Elementa linguae aegyptiacae, vulgo copticae. Rom 1837 (Digitalisat).